# Паничери
Паничери (болг. Паничери) — село в Болгарии. Находится в Пловдивской области, входит в общину Хисаря. Население составляет 928 человек.

## Политическая ситуация
В местном кметстве Паничери, в состав которого входит Паничери, должность кмета (старосты) исполняет Неда Димова Топузлийска (независимый) по результатам выборов правления кметства.
Кмет (мэр) общины Хисаря — Георги Николов Пирянков (инициативный комитет) по результатам выборов в правление общины.